# Zabytki w Szczecinie

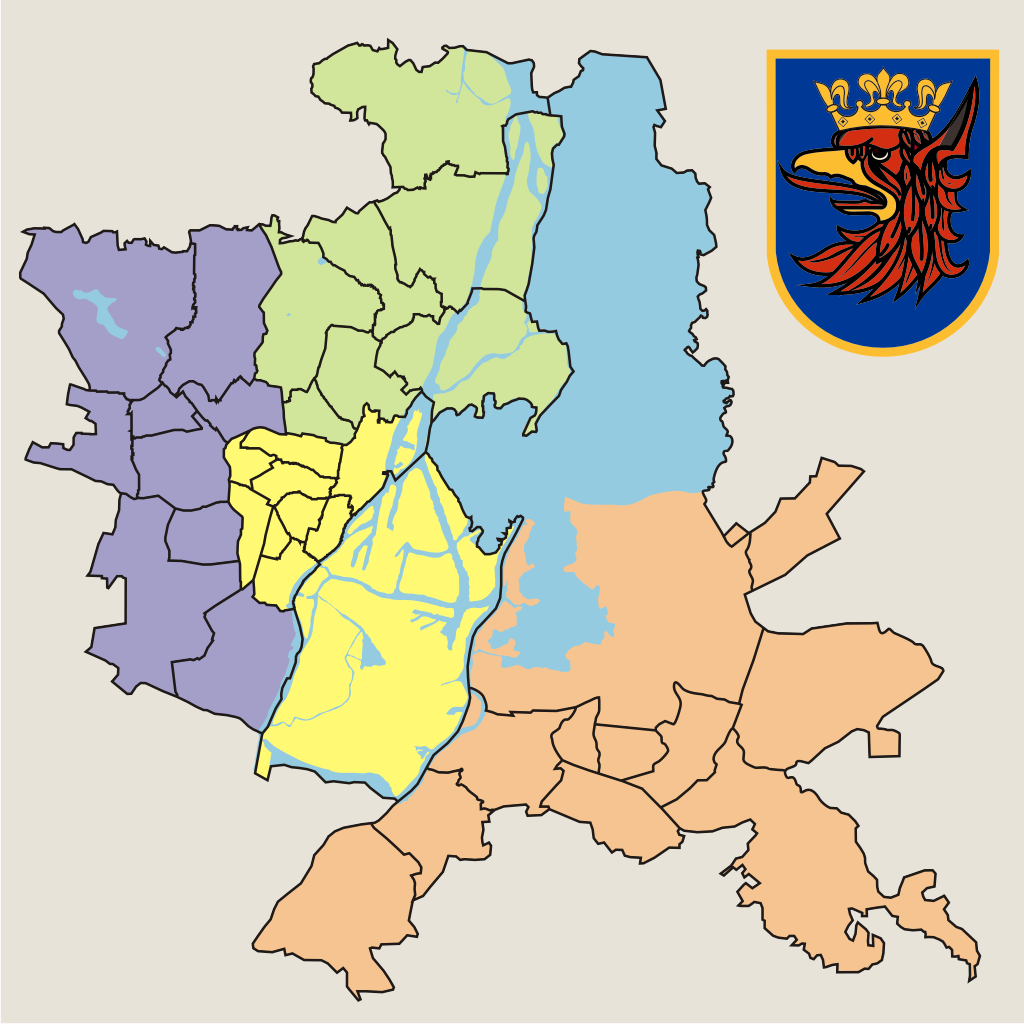
Podział administracyjny Szczecina

Zabytki Szczecina – poniżej przedstawione są zabytki chronione prawnie znajdujące się w granicach administracyjnych miasta Szczecina. Zabytki podzielone są pomiędzy administracyjne dzielnice i osiedla wydzielone poprzez Urząd Miasta Szczecin.

## Śródmieście

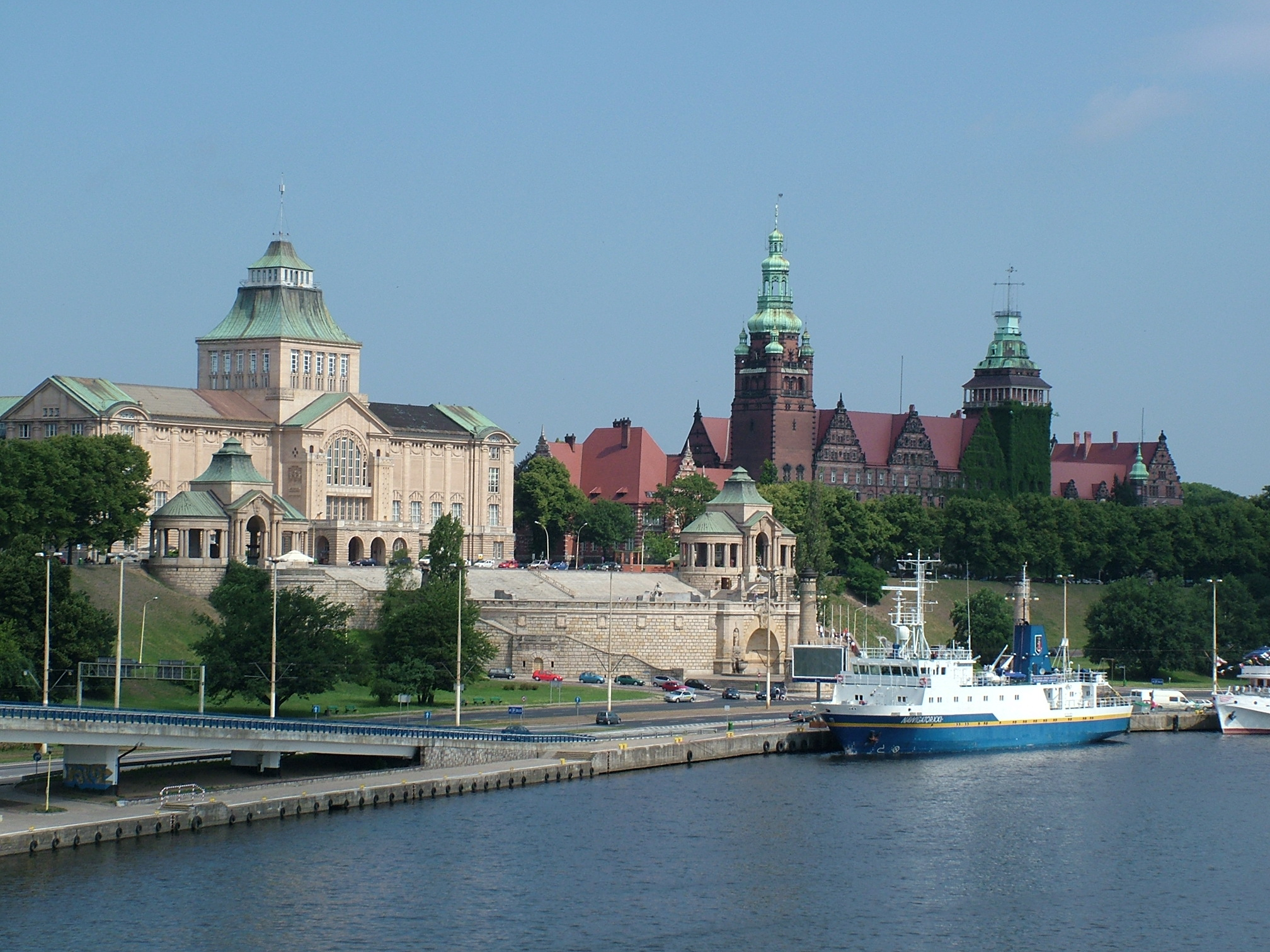
Wały Chrobrego

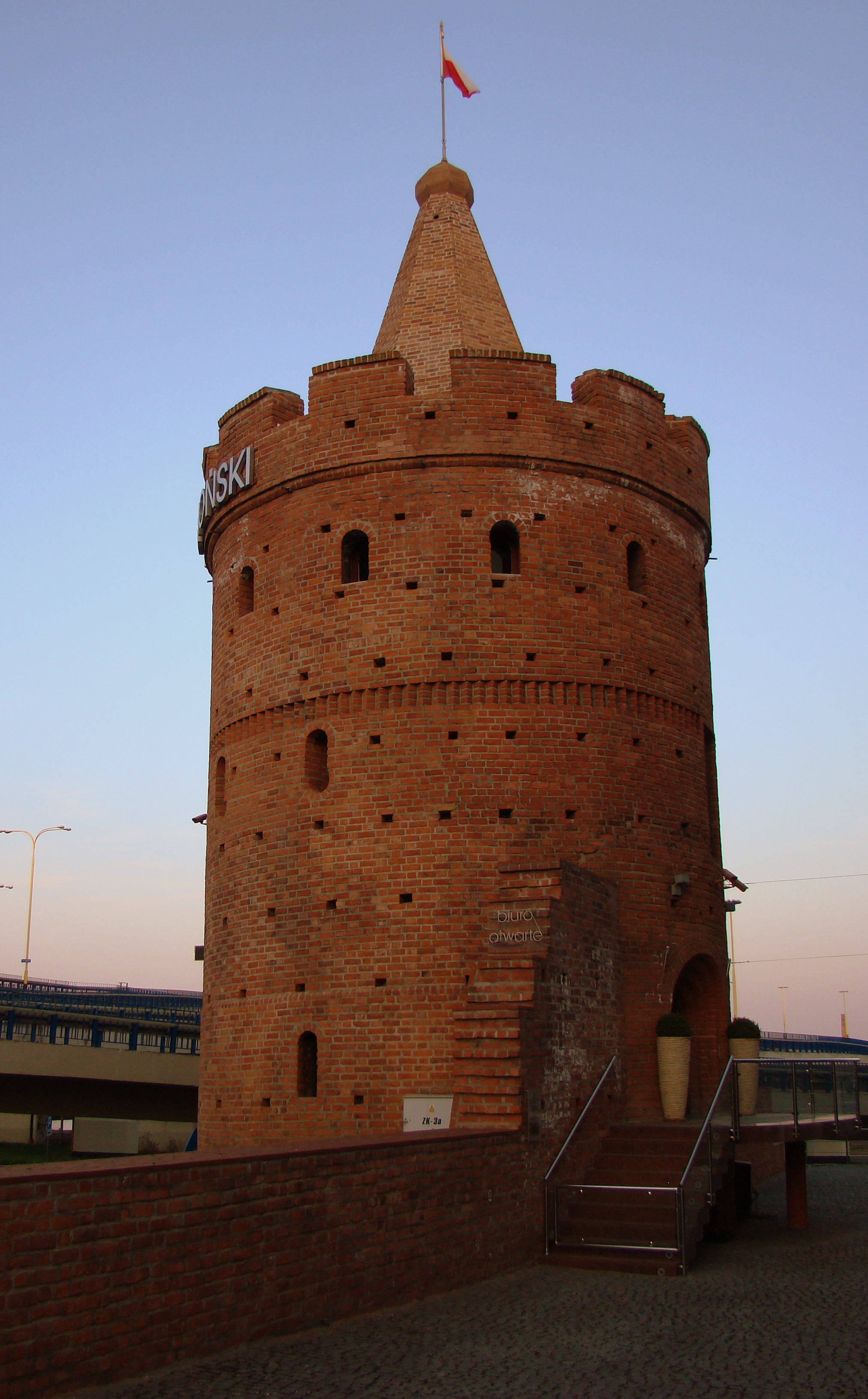
Baszta Panieńska

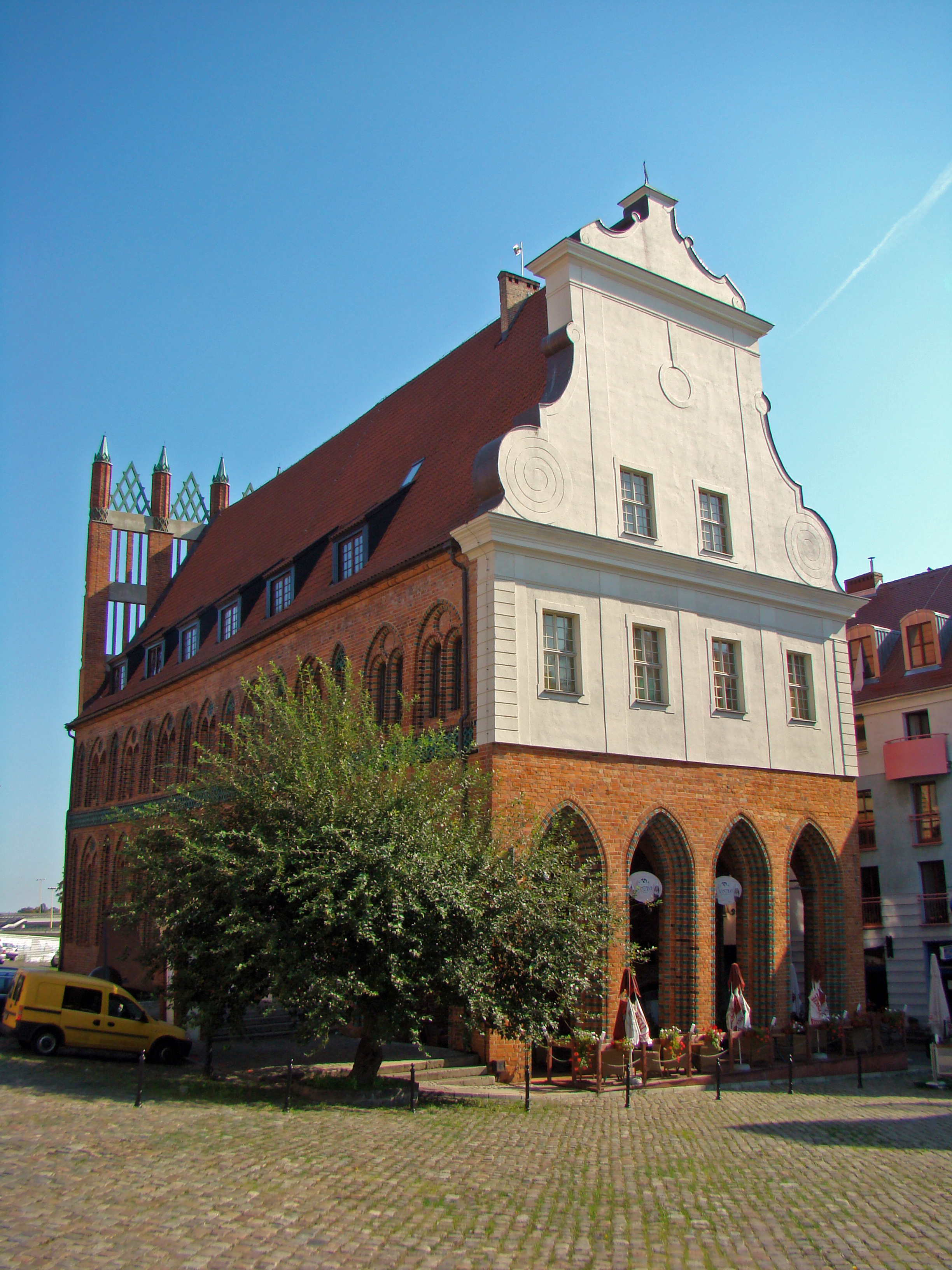
Ratusz Staromiejski

### Stare Miasto
Zabytki znajdujące się w granicach osiedla Stare Miasto:
- teren Starego Miasta,
- Park im. Stefana Żeromskiego,
- kościół Świętych Apostołów Piotra i Pawła (obecnie polskokatolicki, parafialny),
- Wały Chrobrego - zespół tarasów widokowych (ul. Admiralska, Komandorska, Jana z Kolna, Komandorska, Małopolska, Wawelska, Wały Chrobrego),
- poczta (z otoczeniem) przy ul. Dworcowej 20, 20a, 20b, 20c,
- biblioteka (zespół) przy ul. Dworcowej 8,
- zespół budynków straży pożarnej przy ul. Grodzkiej 1, 3, 5,
- kamienica (obecnie bank) przy ul. Grodzkiej 9,
- II Liceum Ogólnokształcące im. Mieszka I wraz z otoczeniem przy ul. Henryka Pobożnego 2,
- Brama Królewska (Hołdu Pruskiego) na Placu Hołdu Pruskiego,
- Zamek Książąt Pomorskich przy ul. Korsarzy 34,
- kamienica Loitzów, obecnie szkoła przy ul. Kurkowej 1,
- spichlerze z oficyną przy ul. Kurkowej 2,3,
- kamienica przy ul. Kuśnierskiej 12,
- szkoła z przedogródkami przy ul. Małopolskiej 22,
- zespół budynków Komendy Wojewódzkiej Policji (ul. Małopolska 47) wraz z przedogródkiem od strony ul. Starzyńskiego,
- Krużganek Mariacki (relikt kościoła mariackiego) przy ul. Mariacka 24,
- domek profesorski przy ul. Mariackiej 26,
- szkoła, dawniej Gimnazjum Mariackie przy placu Mariackim 1,
- ratusz staromiejski, obecnie muzeum (ul. Mściwoja 8),
- Pałac pod Globusem, obecnie szkoła przy placu Orła Białego 2,
- pałac, obecnie bank przy placu Orła Białego 3,
- bank przy placu Orła Białego 5,
- kawiarnia parkowa, obecnie Park Hotel przy ul. Plantowej 1,
- Książnica Pomorska przy ul. Podgórnej 15-16,
- kamienica przy ul. Podgórnej 62,
- budynek rektoratu PAM przy ul. Rybackiej 1,
- stajnia zamkowa, obecnie Uniwersytet Szczeciński przy ul. Rycerskiej 3,

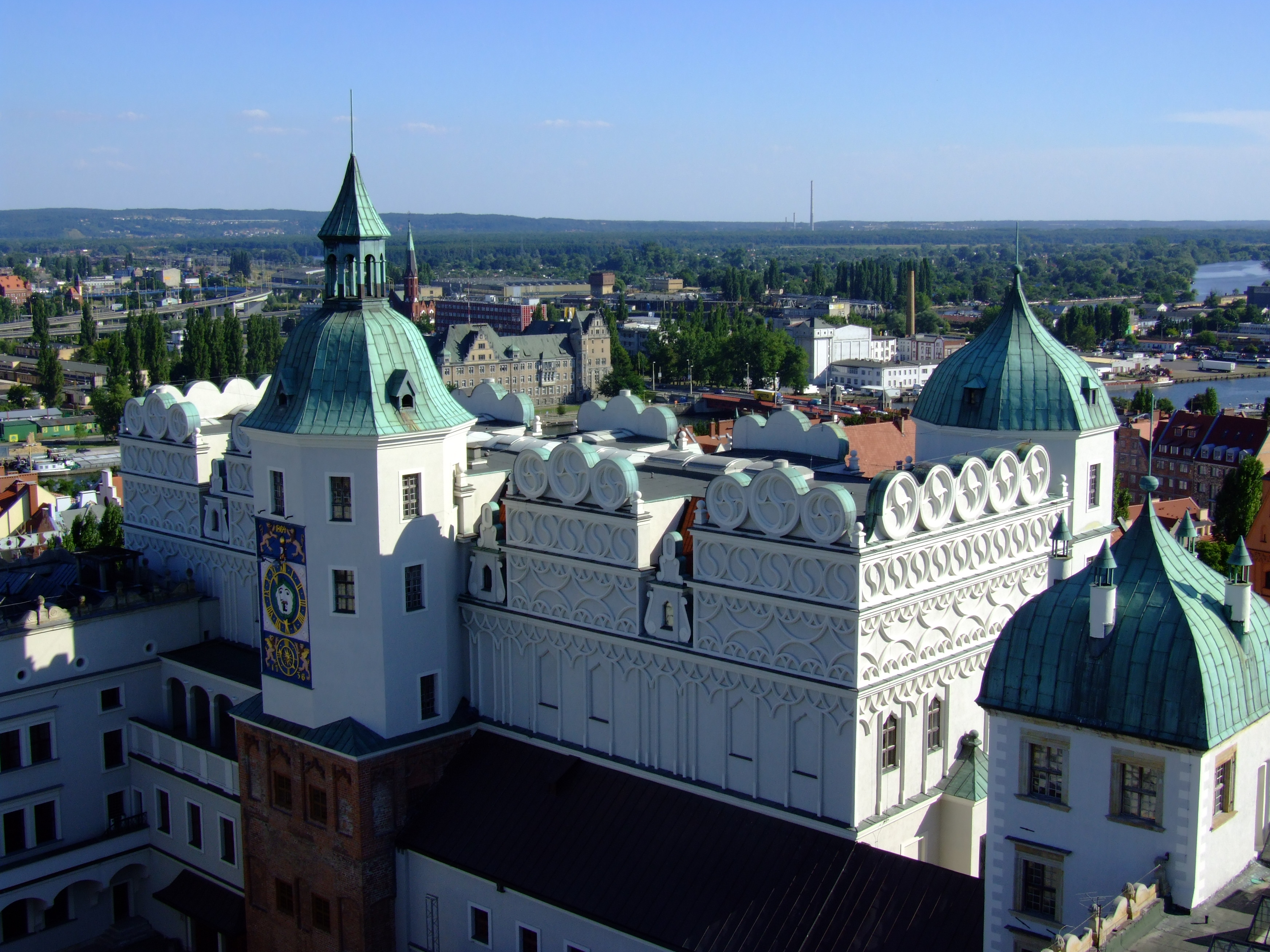
Zamek Książąt Pomorskich w Szczecinie

- relikty średniowiecznych piwnic (ul. Sienna 5a),
- Pałac pod Głowami, obecnie muzeum przy ul. Staromłyńskiej 1,
- Pałac Klasycystyczny, obecnie szkoła muzyczna przy ul. Staromłyńskiej 13,
- Pałac Sejmu Stanów Pomorskich, obecnie Muzeum Narodowe przy ul. Staromłyńskiej 27,
- budynek dawnej Szczecińskiej Okręgowej Powszechnej Kasy Chorych (ob. przychodnia) przy ul. Starzyńskiego 2,
- kamienica, obecnie bursa (ul. Starzyńskiego 5),
- kościół św. Jana Ewangelisty przy ul. św. Ducha 9,
- budynek dawnej drukarni przy ul. św. Ducha 1,
- dawna elektrownia przy ul. św. Ducha 4,
- relikty średniowiecznego miejskiego muru obronnego z basztą przy ul. św. Ducha 5, 5a, 5b,
- średniowieczny mur oporowy przy fortyfikacjach miejskich (otoczenie) przy ul. św. Ducha,
- gmach Akademii Morskiej w Szczecinie przy ul. Wały Chrobrego 1,2,
- gmach Muzeum Narodowego w Szczecinie wraz z otoczeniem przy ul. Wały Chrobrego 3,
- gmach Zachodniopomorskiego Urzędu Wojewódzkiego przy ul. Wały Chrobrego 4,

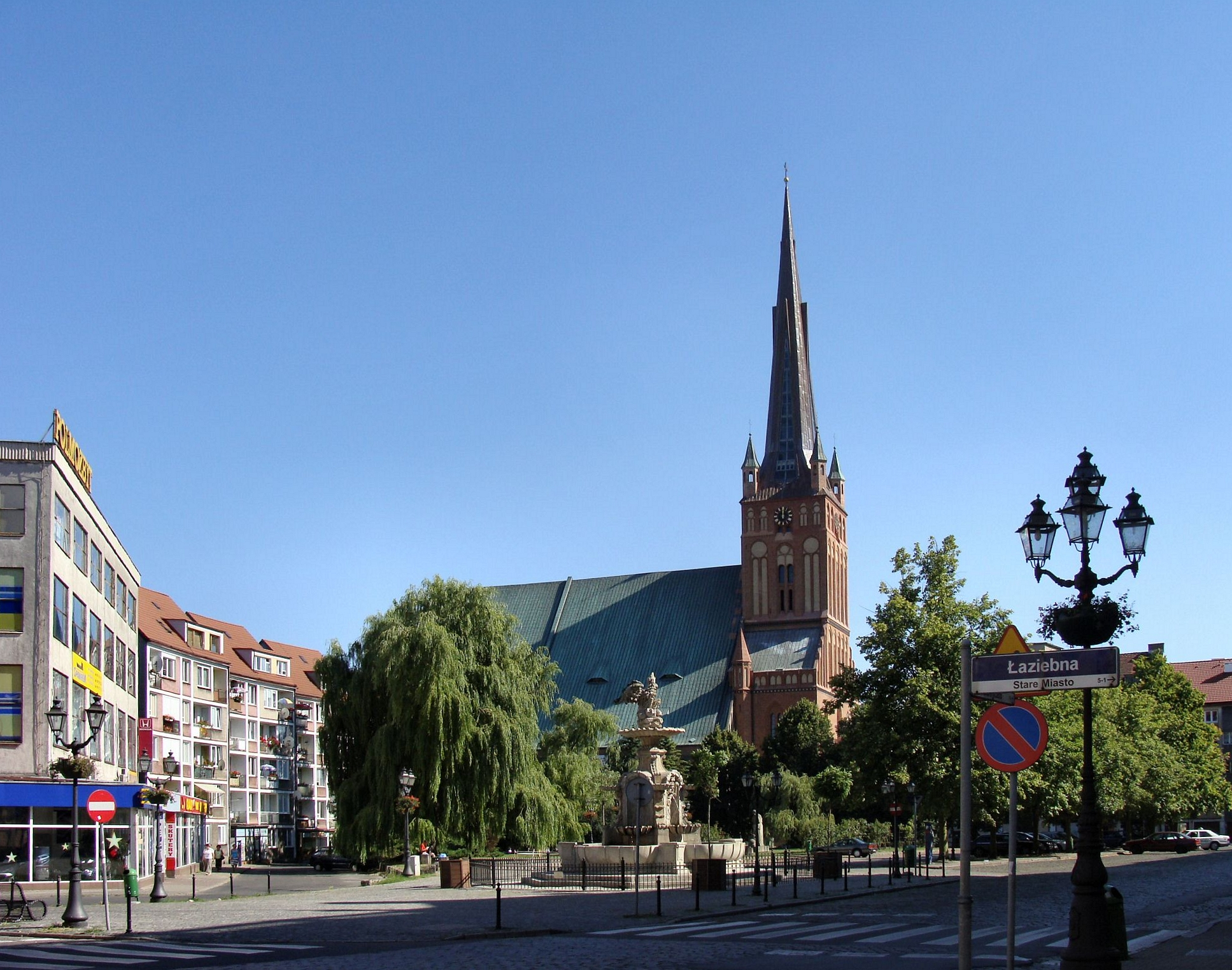
Bazylika Archikatedralna na pl. Orła Białego

- bazylika archikatedralna św. Jakuba przy ul. św. Jakuba 2, 5,
- plebania przy kościele św. Jakuba przy ul. Św. Jakuba 1,
- restauracja przy al. Niepodległości 30,
- Baszta Siedmiu Płaszczy przy ul. Panieńskiej,
- kamienica (ob. bursa) z przedogródkiem przy ul. Zygmunta Starego 1 róg Starzyńskiego 5,
- pałac, obecnie DK Klub XIII Muz przy pl. Żołnierza Polskiego 2,
- domki profesorskie (zespół) przy pl. Żołnierza Polskiego 6-11,

### Centrum
Zabytki znajdujące się w granicach osiedla Centrum:
- kościół św. Jana Chrzciciela przy ul. Bogurodzicy 3a,
- kamienica z otoczeniem przy ul. Malczewskiego 34,
- bank przy al. Niepodległości 40,

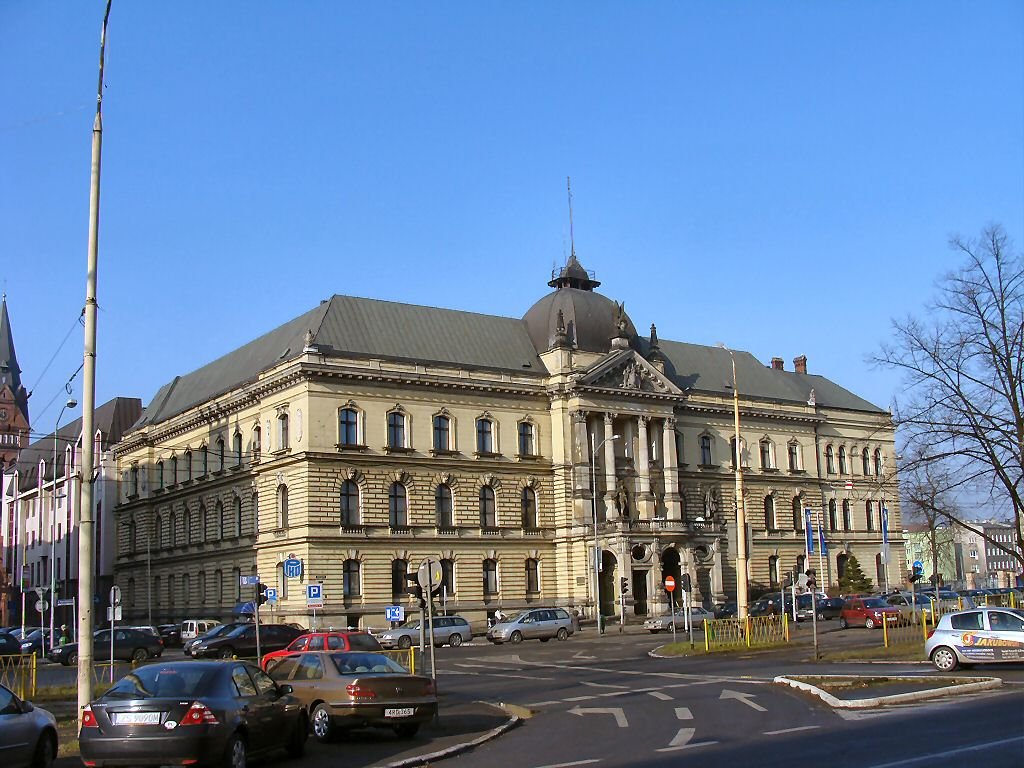
Pałac Ziemstwa Pomorskiego

- poczta przy al. Niepodległości 41/42,
- kamienica przy ul. Edmunda Bałuki 12,
- kamienica wraz z otoczeniem przy ul. Edmunda Bałuki 24,
- kamienica przy al. Papieża Jana Pawła II 11, 11a,
- rektorat Uniwersytetu Szczecińskiego wraz z otoczeniem (dawniej gimnazjum) przy al. Papieża Jana Pawła II 22a,
- budynek komisariatu policji /otoczenie/ (dawny urząd finansowy) przy al. Papieża Jana Pawła II 37 i 37a,
- kamienica przy al. Papieża Jana Pawła II 42,
- wnętrze apteki przy al. Papieża Jana Pawła II 42,
- kamienica z oficyną przy ul. Piłsudskiego 7,
- kamienica z przedogródkiem przy ul. Śląskiej 38,
- kamienica z oficynami przy ul. Św. Wojciecha 1,
- budynek wraz z otoczeniem przy ul. Św. Wojciecha 12,
- archiwum (zespół) przy ul. Św. Wojciecha 13,

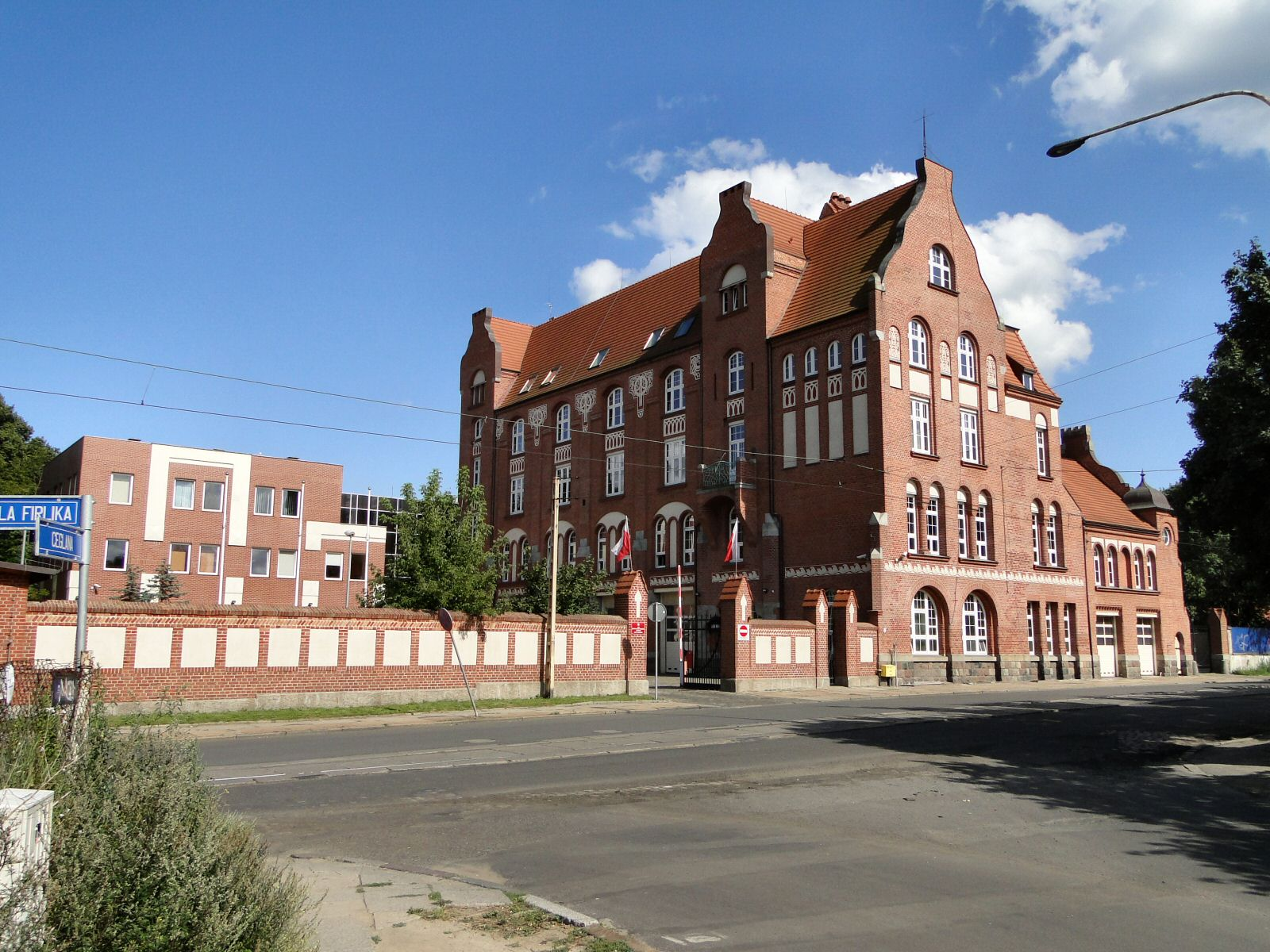
Komenda Woj. Straży Pożarnej

### Drzetowo-Grabowo
Zabytki znajdujące się w granicach osiedla Drzetowo-Grabowo:
- dom z ogrodem przy ul. Dubois 6,
- zespół budynków straży pożarnej przy ul. Firlika 9-14,
- kościół św. Stanisława Kostki przy placu Matki Teresy z Kalkuty,
- zespół budynków stoczni-świetlica przy Placu Ofiar Grudnia 1970,
- dawny dom ogrodnika przy ul. Storrady-Świętosławy 2,
- dawna elektrownia przy ul. Storrady-Świętosławy 3,
- dawna loża masońska obecnie teatr wraz z otoczeniem przy ul. Swarożyca 5,

### Łękno

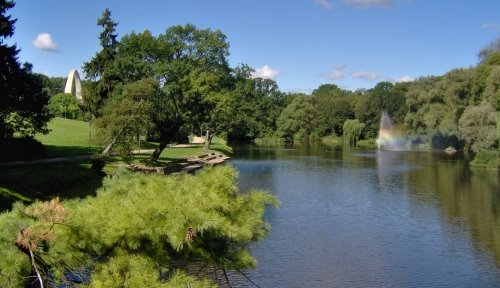
Jezioro Rusałka w Parku Kasprowicza

Zabytki znajdujące się w granicach osiedla Łękno:
- Park im. J. Kasprowicza,
- mostek łukowy nad jeziorem Rusałka w Parku Kasprowicza,
- park Różanka przy ul. Jasienicy 8,
- zespół urbanistyczny „Betania” przy ul. Mickiewicza  43, 45, 47, 49, 49a, 53, 55, ul. Wawrzyniaka 5, 6, 6a, 6b, 6c, 6g, 6h, 6k, 6l, 7, 7a, 7b, 7c, 7d, 7e, 7f, 7g, 7j,
- willa przy al. Wojska Polskiego 111,
- willa przy al. Wojska Polskiego 113,
- willa wraz z ogrodem przy al. Wojska Polskiego 115,
- willa z ogrodem przy ul. Wincentego Pola 3,

### Międzyodrze-Wyspa Pucka

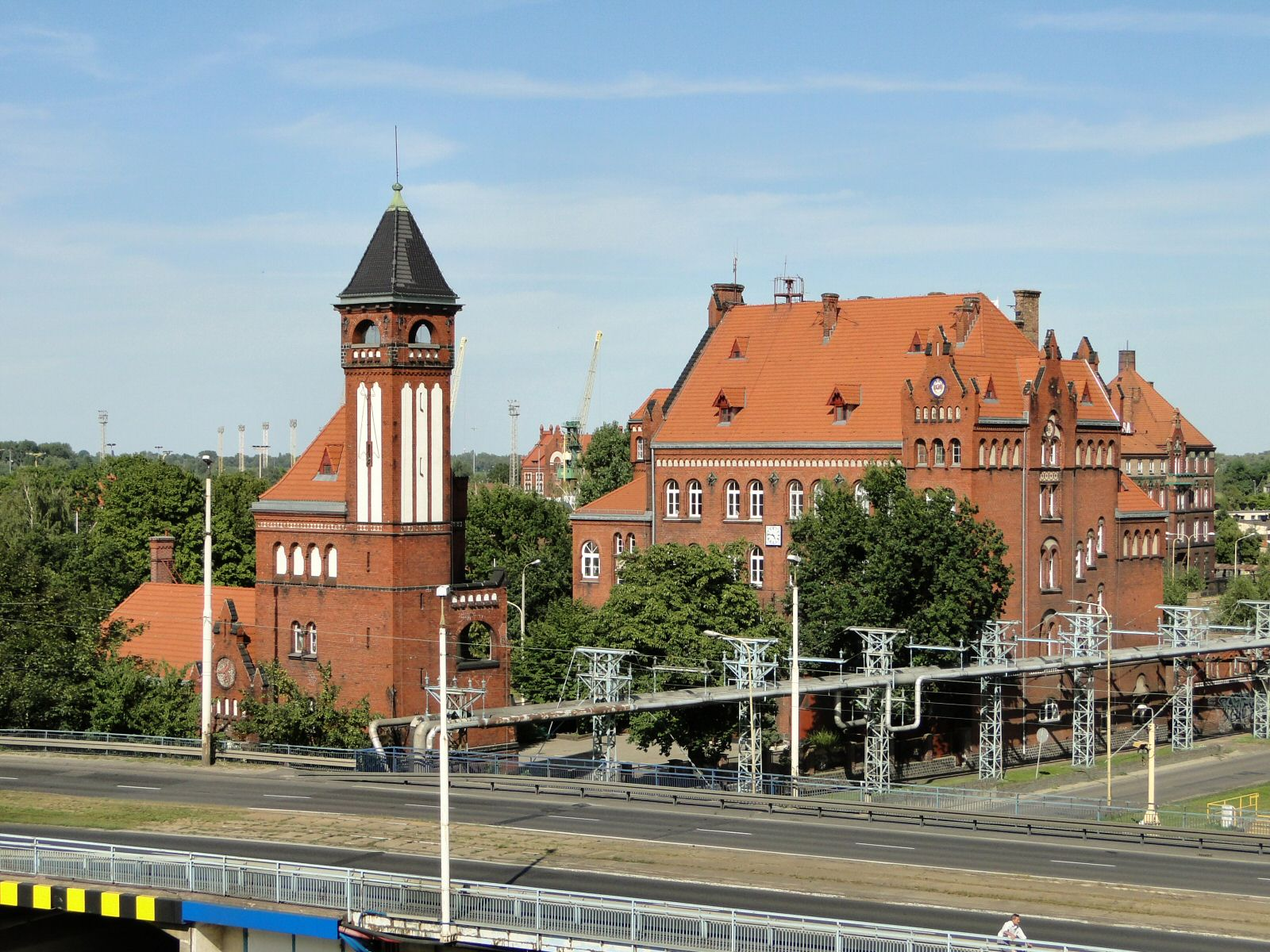
Portowa Straż Pożarna

Zabytki znajdujące się w granicach osiedla Międzyodrze-Wyspa Pucka:
- dawny port wolnocłowy na Łasztowni - ul. Bytomska 7, 7a, 8, 8a, 9, 10, 11, 13, 14, 14a, 15, 16, 17 ,
- zespół budynków Portowej Straży Pożarnej z otoczeniem przy ul. Bytomskiej 1,
- Urząd Celny przy ul. Energetyków 55,
- dawna rzeźnia (zespół) na Łasztowni przy ul. Wendy 1,3,
- zespół budynków Woj. Stacji Sanitarno-Epidemiologicznej na Łasztowni przy ul. Spedytorskiej 6, 7,
- kościół Świętej Trójcy, budynek pastorówki, dawny cmentarz przykościelny przy ul. Energetyków 8,
- budynek pawilonu handlowego tzw. „grzybek” przy ul. Gdańskiej 40,

### Niebuszewo-Bolinko

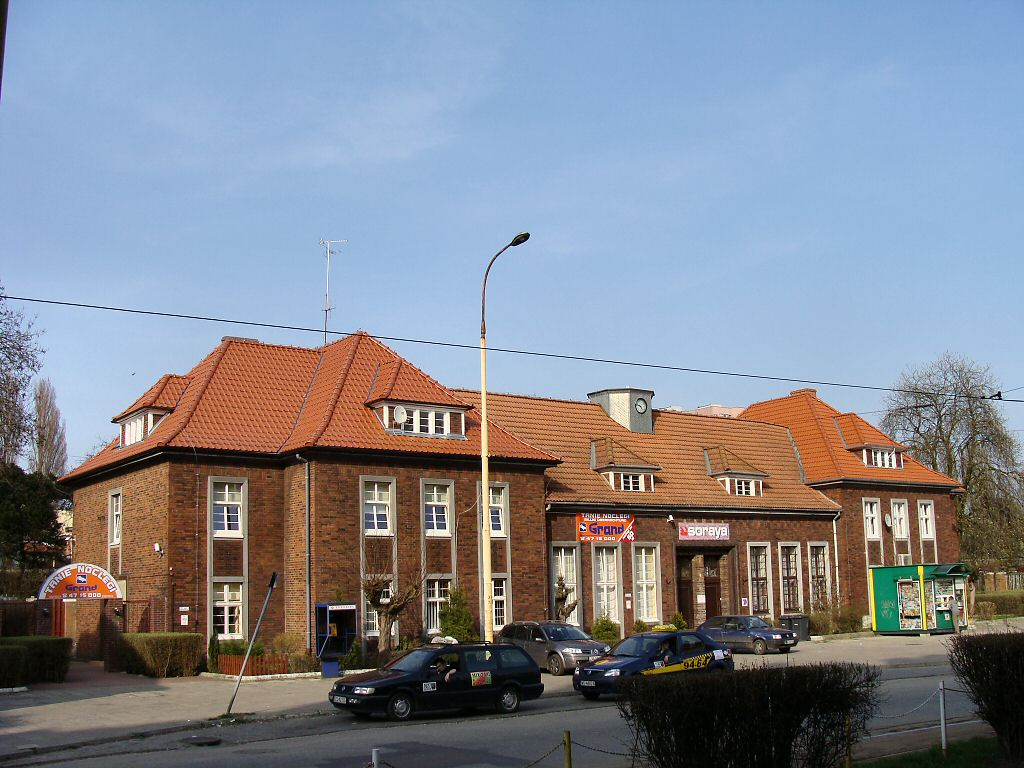
Stacja Szczecin Niebuszewo

Zabytki znajdujące się w granicach osiedla Niebuszewo-Bolinko:
- dawny budynek fabryczny (z otoczeniem) przy ul. Długosza 23,
- zabudowa fabryczna przy ul. Krasińskiego 10/11,
- szkoła (zespół) przy ul. Niemierzyńskiej 17, 17a,
- zajezdnia tramwajowa „Niemierzyn” przy ul. Niemierzyńskiej 18a,
- kościół Najświętszego Zbawiciela przy ul. Słowackiego 1a,
- willa z ogrodem przy ul. Słowackiego 3,
- zespół budynków dworca kolejowego Szczecin-Niebuszewo wraz z placem przydworcowym przy ul. Elizy Orzeszkowej 28, 28a, 29

### Nowe Miasto
Zabytki znajdujące się w granicach osiedla Nowe Miasto:

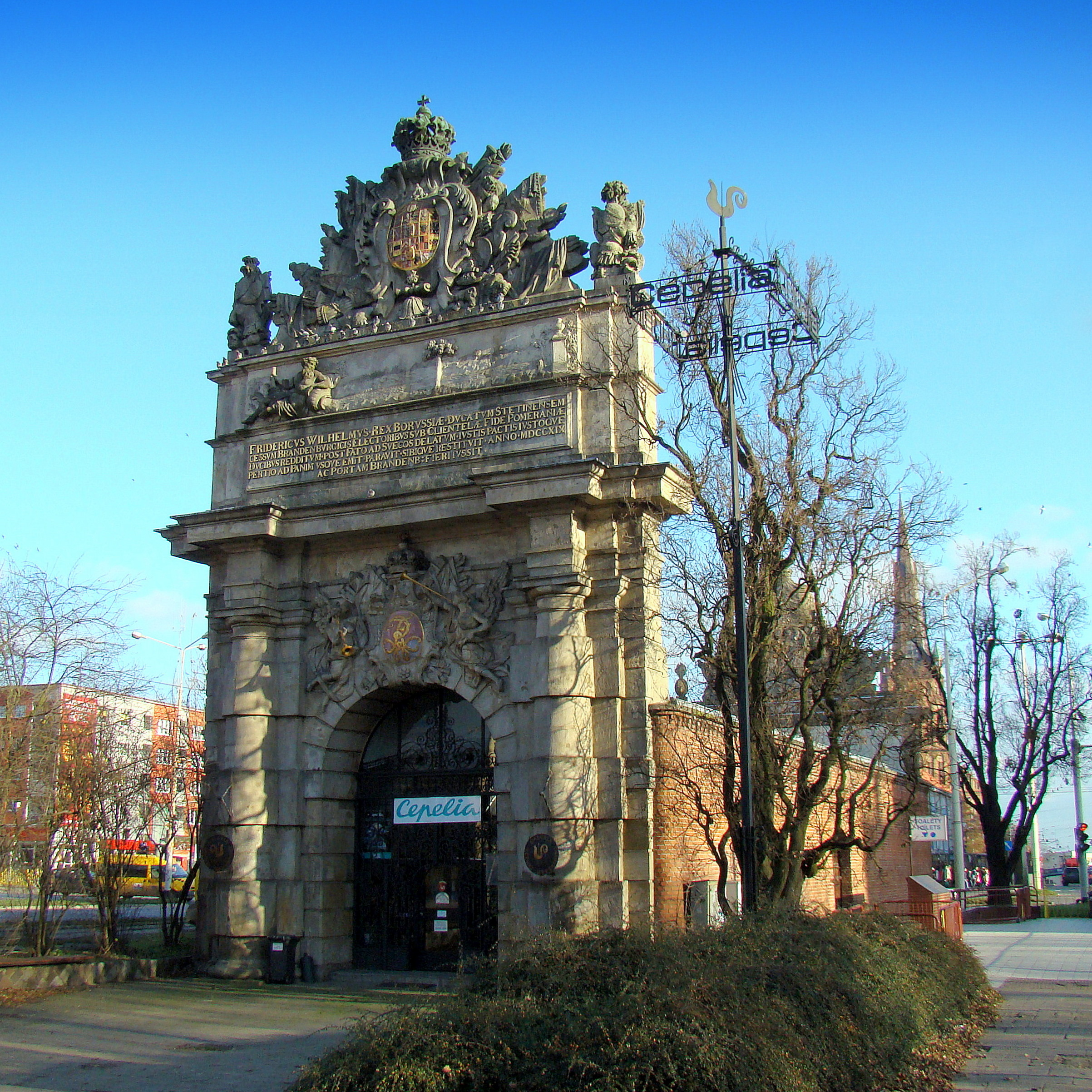
Brama Portowa

- kasyno obecnie szkoła (ul. 3 maja 1a),
- zespół budynków d. komendantury (pl. Batorego 3),
- ratusz nowy (obecnie urząd morski) (pl. Batorego 4),
- Brama Portowa,
- dawna drożdżownia (z otoczeniem) przy ul. Kolumba 60a-60b,
- kamienica, obecnie WSSU (z otoczeniem) przy ul. Kolumba 61,
- zabudowa fabryczna (ul. Kolumba 81-83),
- zajezdnia tramwajowa (zespół) obecnie SCP przy ul. Kolumba 86-89,
- relikty arsenału z kazamatami przy ul. Korzeniowskiego,
- sąd przy ul. Narutowicza 20-21,
- sąd przy ul. Kaszubskiej 42,
- dawna loża masońska (obecnie DKK) przy ul. Partyzantów 2,
- wodociągowa wieża ciśnień (kolejowa) przy ul. Potulickiej,
- budynek z kaplicą kościoła Baptystów przy ul. Stoisława 4,
- relikty arsenału z kazamatami przy ul. Świętopełka,
- Plac Tobrucki,
- kościół pw. Najświętszego Serca Pana Jezusa przy placu Zwycięstwa,
- kościół św. Wojciecha z otoczeniem przy pl. Zwycięstwa,
- elewacje frontowe: północna i zachodnia kamienicy - dawny hotel „Piast” przy pl. Zwycięstwa 3,

### Śródmieście-Północ

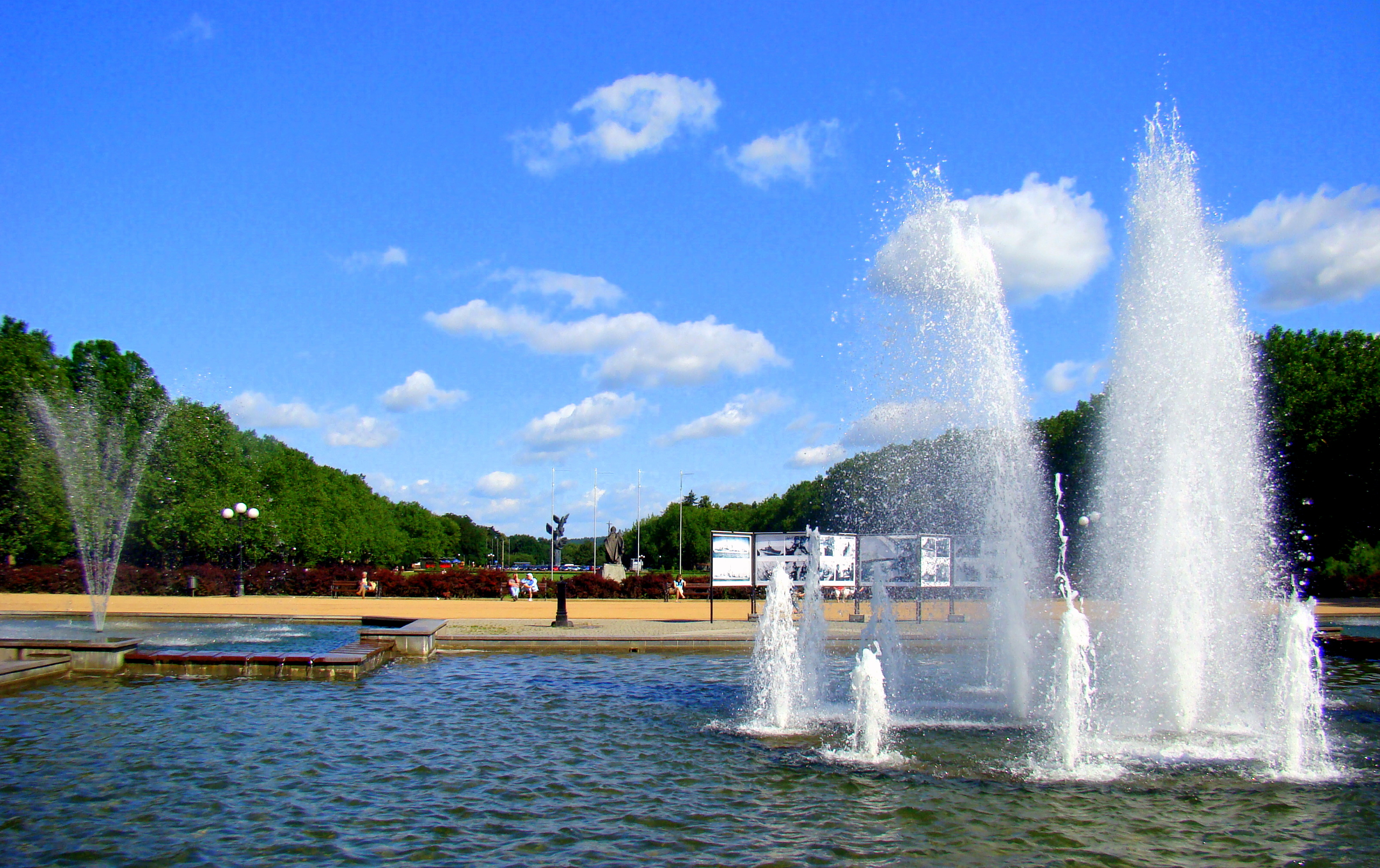
Jasne Błonia

Zabytki znajdujące się w granicach osiedla Śródmieście-Północ:
- Jasne Błonia im. Jana Pawła II,
- gmach Urzędu Miasta (zespół) wraz z założeniem ogrodowym przy pl. Armii Krajowej, ul. Odrowąża 1, ul. Szymanowskiego 2,
- kamienica przy ul. Czesława 9,
- zespół budowlany: budynek ZWDZ, budynek US, dwa łączniki przy pl. Kilińskiego 3-4 i ul. Wąskiej 12-13,
- kościół Świętej Rodziny wraz z zabudową towarzyszącą przy ul. Królowej Korony Polskiej 27, 28, 28a, 28b, 28c,
- willa przy ul. Królowej Korony Polskiej 20,
- willa z ogrodem oraz budynki gospodarcze wraz z otoczeniem od strony wschodniej przy ul. Matejki 8,
- budynek mieszkalny z parcelą przy ul. Mickiewicza 1,
- willa z historyczną parcelą przy ul. Mickiewicza 2,

- willa przy ul. Moniuszki 20,

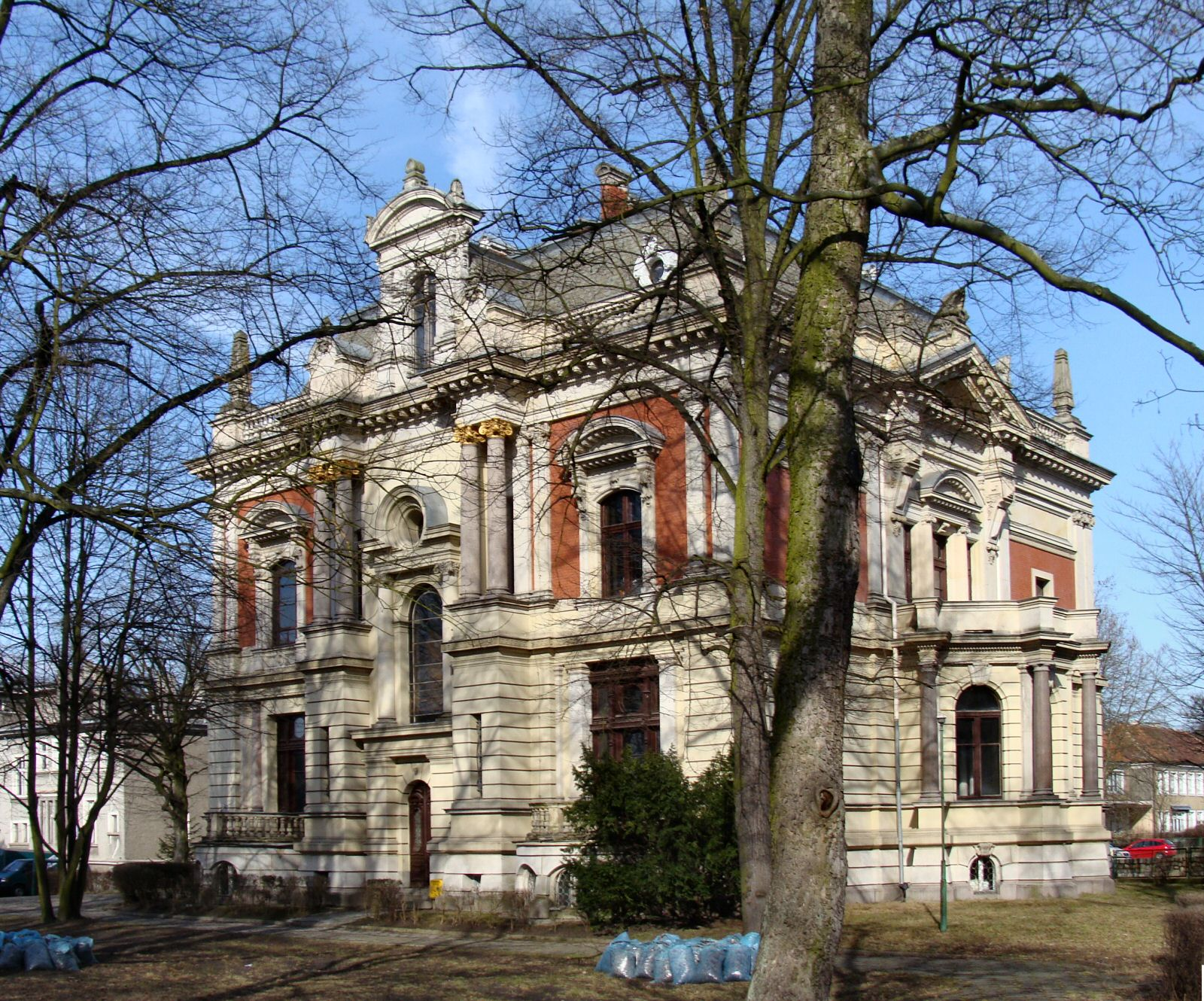
Willa Lentza, al. Wojska Polskiego 84

- szpital wraz z otoczeniem przy ul. Piotra Skargi 8-13,
- willa wraz z ogrodem przy ul. Piotra Skargi 14,
- zespół budynków dawnej zajezdni tramwajowej przy ul. Piotra Skargi 20,
- szkoła wraz z otoczeniem przy ul. Wielkopolskiej 14,
- wille przy al. Wojska Polskiego: 64, 65, 66, 70, 72, 76, 81, 84, 92, 94, 95, 97,
- dawna podstacja energetyczna przy alei Wojska Polskiego 74,
- willa przy al. Wyzwolenia 73,
- szpital sióstr boromeuszek z ogrodem przyszpitalnym, obecnie szpital miejski przy al. Wyzwolenia 52,,

### Śródmieście-Zachód
Zabytki znajdujące się w granicach osiedla Śródmieście-Zachód:
- kino „Kosmos” wraz z otoczeniem przy alei Wojska Polskiego 8,
- gimnazjum miejskie obecnie szkoła podstawowa przy ul. Królowej Jadwigi 29,

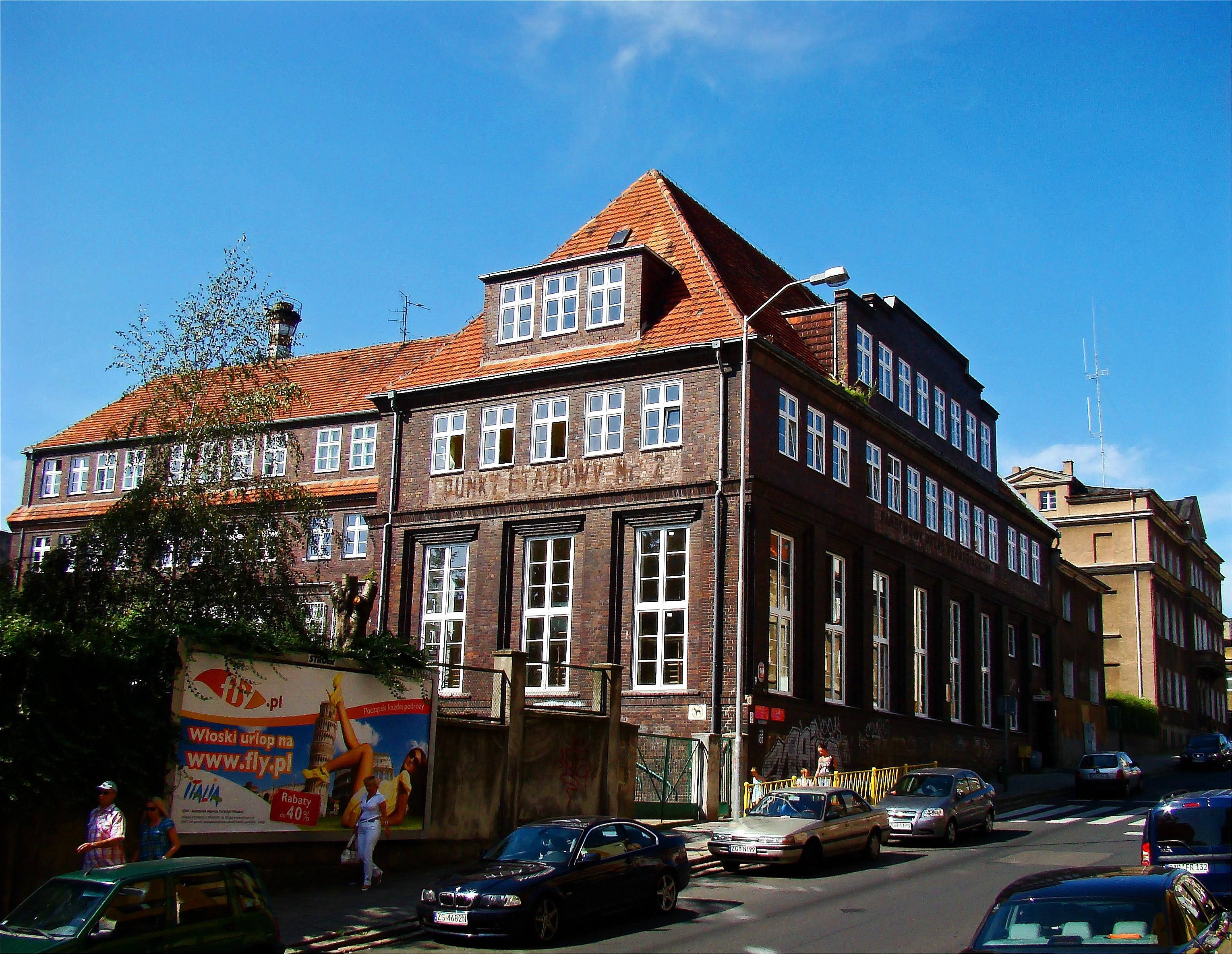
daw. Państwowy Urząd Repatriacyjny Punkt Etapowy nr 2 (ul. Jagiellońska 65)

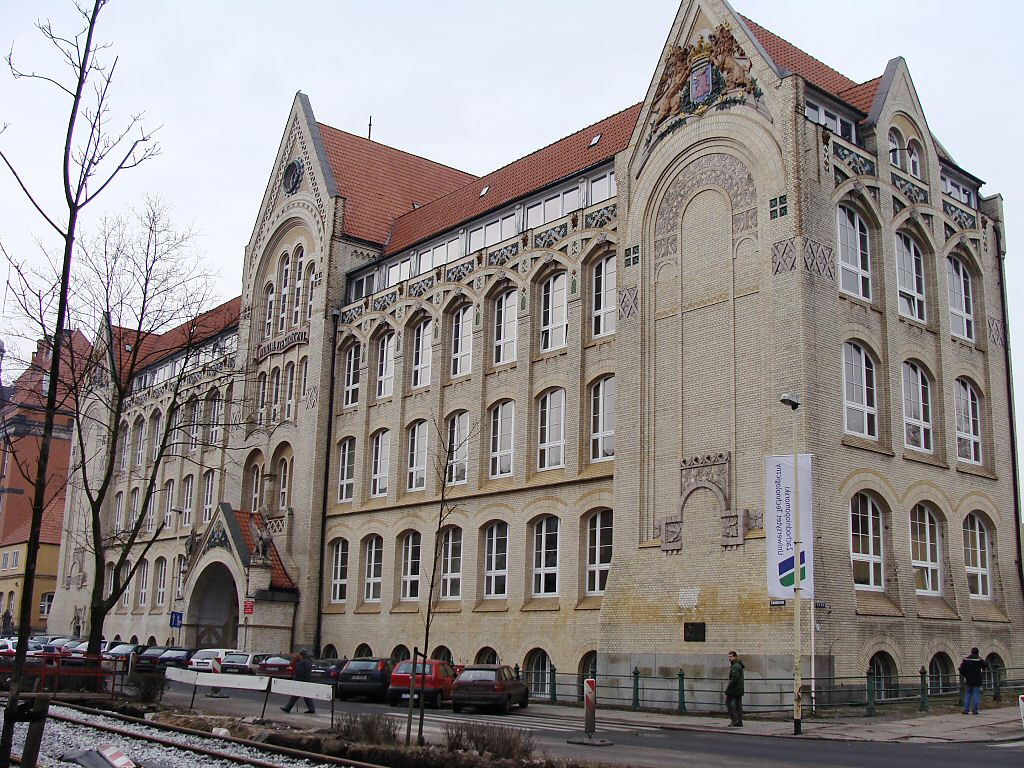
Gmach ZUT

### Turzyn
Zabytki znajdujące się w granicach osiedla Turzyn:
- sklep mięsny przy ul. Bolesława Krzywoustego 53,
- kamienice z oficynami wraz z dawną fabryką pieców chlebowych przy ul. Jagiellońskiej 34, 34a, 34b, 34c),
- szkoła wraz z ogrodzeniem przy ul. Jagiellońskiej 41,
- dawny zakład dla ociemniałych chłopców przy ul. Jagiellońskiej 60,
- szkoła wraz z napisami dokumentującymi Państwowy Urząd Repatriacyjny przy ul. Jagiellońskiej 65,
- budynek dawnej szkoły, przy ul. Jagiellońskiej 79, obecnie Centrum Doradztwa i Doskonalenia Nauczycieli,
- zespół trzech budynków szkolnych /otoczenie/ przy al. Piastów 6, 7 i ul. Bolesława Śmiałego 42, 43,
- szkoła z przedogródkami przy al. Piastów 12,
- kamienica z przedogródkiem przy al. Piastów 13,
- rektorat Politechniki Szczecińskiej z przedogródkiem przy al. Piastów 17,
- kościół św. Andrzeja Boboli wraz z otoczeniem przy ul. Pocztowej 21, 22,
- szkoła z przedogródkiem (daw. Politechnika Szczecińska, ob. ZUT) przy ul. Pułaskiego 10,
- szkoła wraz z przedogródkiem (daw. Politechnika Szczecińska, ob. ZUT) przy ul. Sikorskiego 37,
- skwer miejski przy placu Janiny Szczerskiej,
- kamienica wraz z wystrojem wnętrz dawnego sklepu mięsnego przy ul. Żółkiewskiego 2,

## Zachód

### Arkońskie - Niemierzyn
Zabytki znajdujące się w granicach osiedla Arkońskie-Niemierzyn:

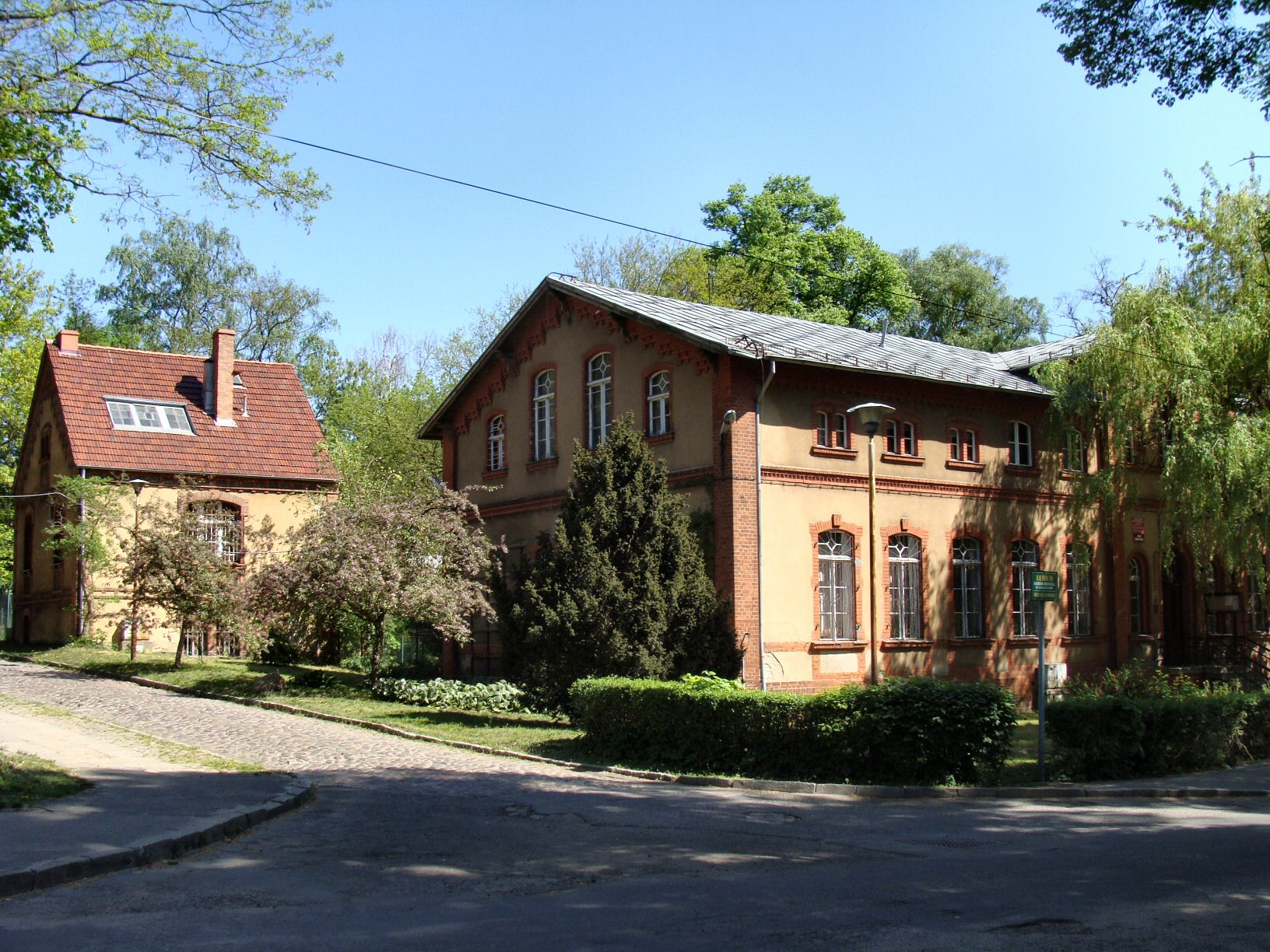
Zabudowania dawnego zakładu opiekuńczego Kückenmühle

- wieża widokowa Quistorpa (ruina) wraz z otoczeniem w Lesie Arkońskim,
- wiata przystanku tramwajowego i kiosk nastawniczego przy ul. Arkońskiej,
- zespół urbanistyczny „Kückenmühle” przy ul. Arkońskiej 1, 2, 4,
- zespół urbanistyczny „Kückenmühle” przy ul. Broniewskiego (w tym ul. Broniewskiego 9, 11, 13, 15 17, 19a, 4-6, 8, 10, 12, 16, 18, 20, 22, 24-26),
- zespół urbanistyczny „Kückenmühle” przy ul. F. Chopina,
- zespół urbanistyczny „Kückenmühle” przy ul. Doktora Judyma (w tym ul. Judyma 3, 8, 10, 11, 12a, 14, 16, 18, 20, 22, 24. 26),
- zespół urbanistyczny „Kückenmühle” przy ul. Malinowej 1a,
- zespół urbanistyczny „Kückenmühle” ul. Wszystkich Świętych 2, 4, 6, 8,
- kościół św. Kazimierza (zespół „Kückenmühle”) przy ul. Broniewskiego 18,
- budynek mieszkalny z otoczeniem przy ul. Łabędziej 15 (na niektórych planach: ul. Wszystkich Świętych 70),
- dwór modrzewiowy przy ul. Międzyparkowej 12,

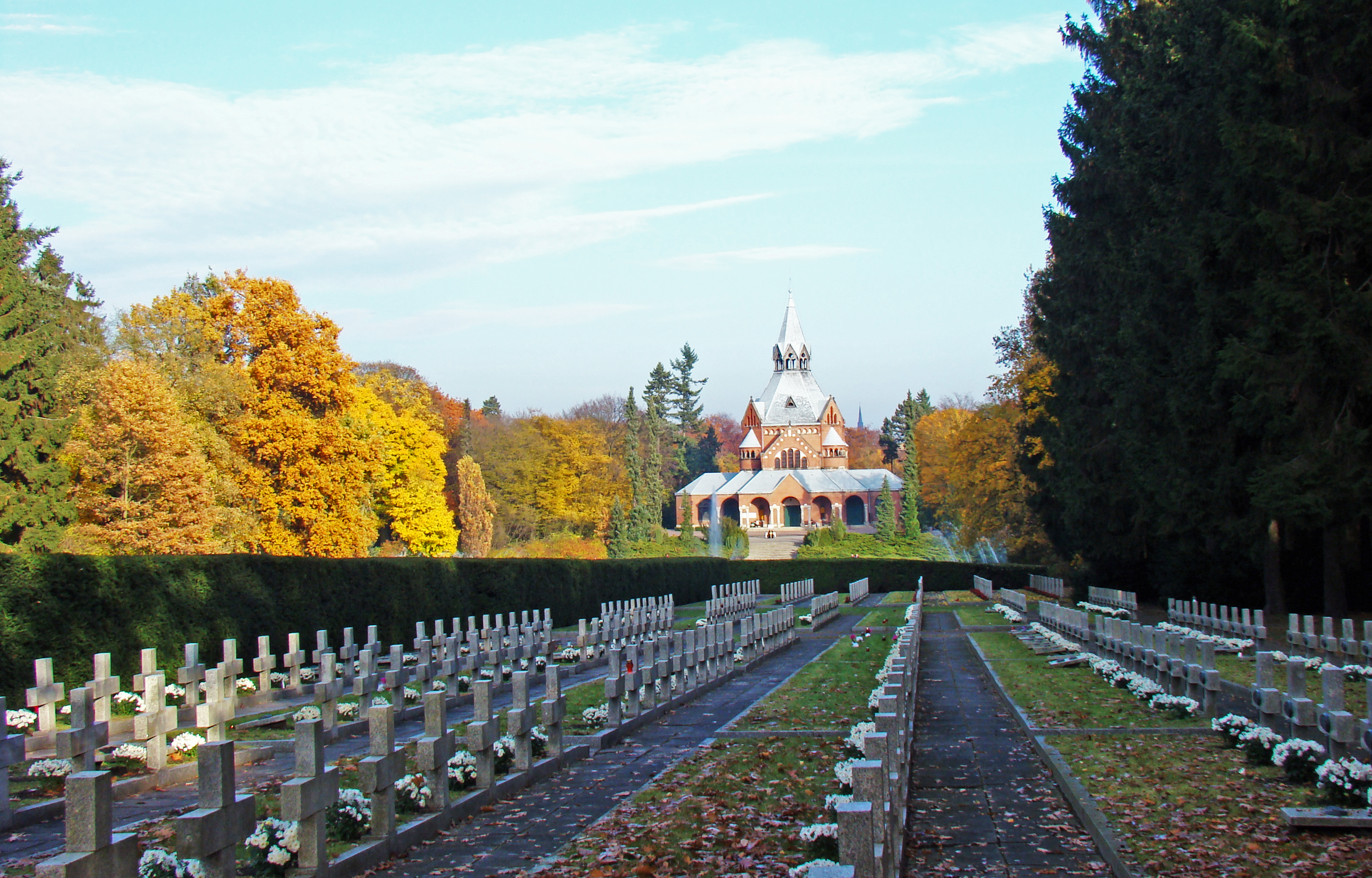
Cmentarz Centralny w Szczecinie

### Gumieńce
Zabytki znajdujące się w granicach osiedla Gumieńce:
- dwór z dziedzińcem folwarcznym i parkiem dworskim przy ul. Husarów 1,
- kościół MB Różańcowej wraz z cmentarzem przykościelnym i murem cmentarnym przy ul. Lwowskiej,
- wiatrak holenderski z otoczeniem przy ul. Mieszka I 24,
- Cmentarz Centralny przy ul. Ku Słońcu,

### Krzekowo - Bezrzecze
Zabytki znajdujące się w granicach osiedla Krzekowo-Bezrzecze:
- kościół św. Trójcy wraz z cmentarzem przykościelnym i murem cmentarnym przy ul. Szerokiej,
- chałupa z przedogródkiem przy ul. Szerokiej 6,
- dom mieszkalny z przedogródkiem przy ul. Szerokiej 63,

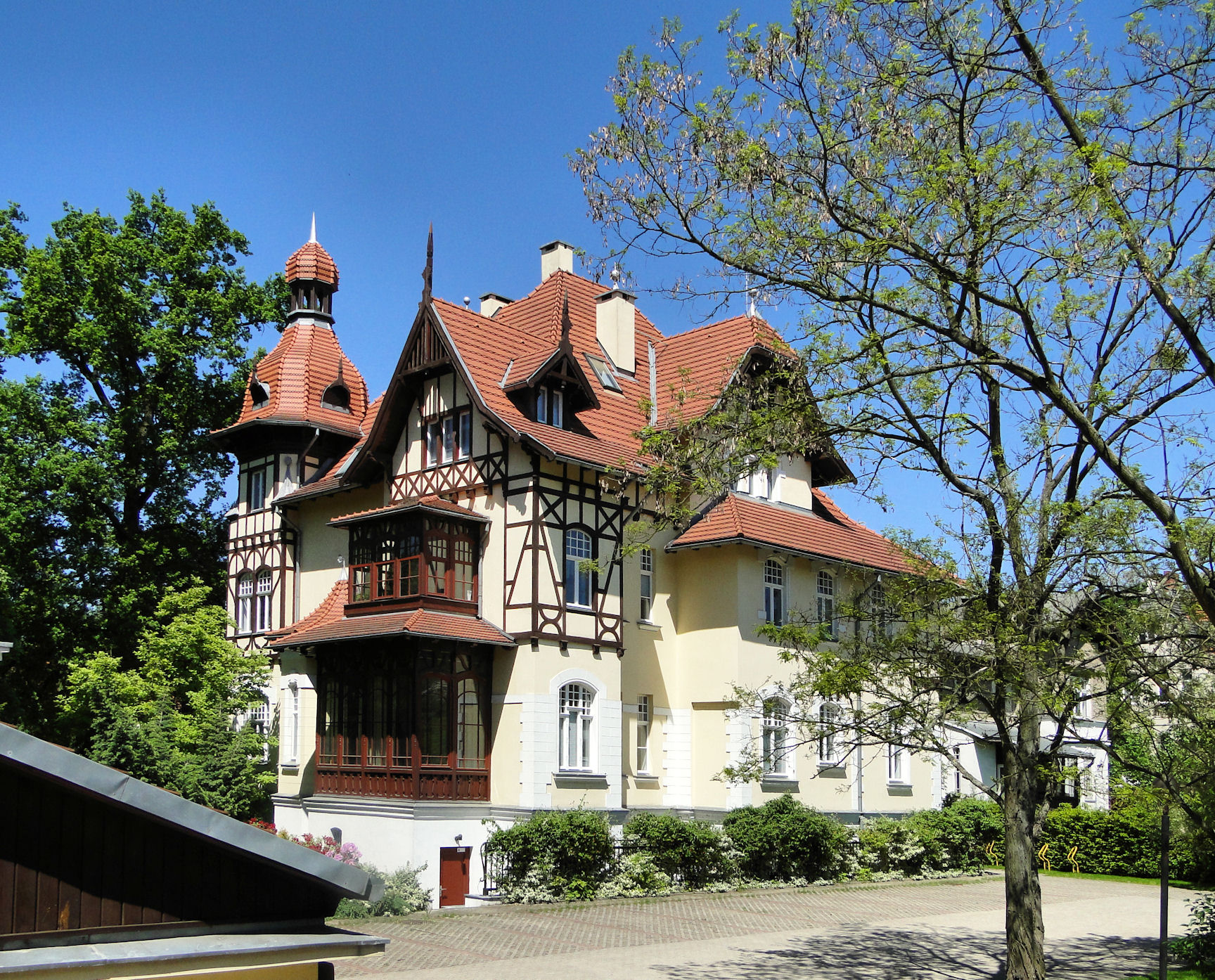
Willa przy pl. Jakuba Wujka

### Osów
- kościół Siedmiu Boleści NMP wraz z cmentarzem przykościelnym przy ul. Miodowej 47,

### Pogodno
Zabytki znajdujące się w granicach osiedla Pogodno:
- willa (ob. Miejska Biblioteka Publiczna) przy ul. Hoene-Wrońskiego 1,
- willa wraz z parcelą przy ul. Konopnickiej 27,
- budynek mieszkalny (otoczenie) przy ul. Krasickiego 6,
- wiata przystankowa (kolejowa) przy ul. Mickiewicza,
- budynek dawnej Miejskiej Kasy Oszczędnościowej przy ul. Mickiewicza 69,
- budynek Zakładu dla Głuchoniemych  (obecnie szkoła) przy ul. Siemiradzkiego 2,
- budynek mieszkalny (dawniej dom dla nauczycielek) wraz z otoczeniem przy ul. Siemiradzkiego 9-9a,
- willa z ogrodem przy ul. Skłodowskiej-Curie 11,
- willa z ogrodem przy ul. Solskiego 3 koło placu Jakuba Wujka,
- willa z parcelą przy ul. Solskiego 4,
- kościół Świętego Krzyża (część kościoła przed rozbudową) przy ul. Wieniawskiego 4,
- willa wraz z otoczeniem przy ul. Wojska Polskiego 160,
- willa wraz z ogrodem przy ul. Wojska Polskiego 211,

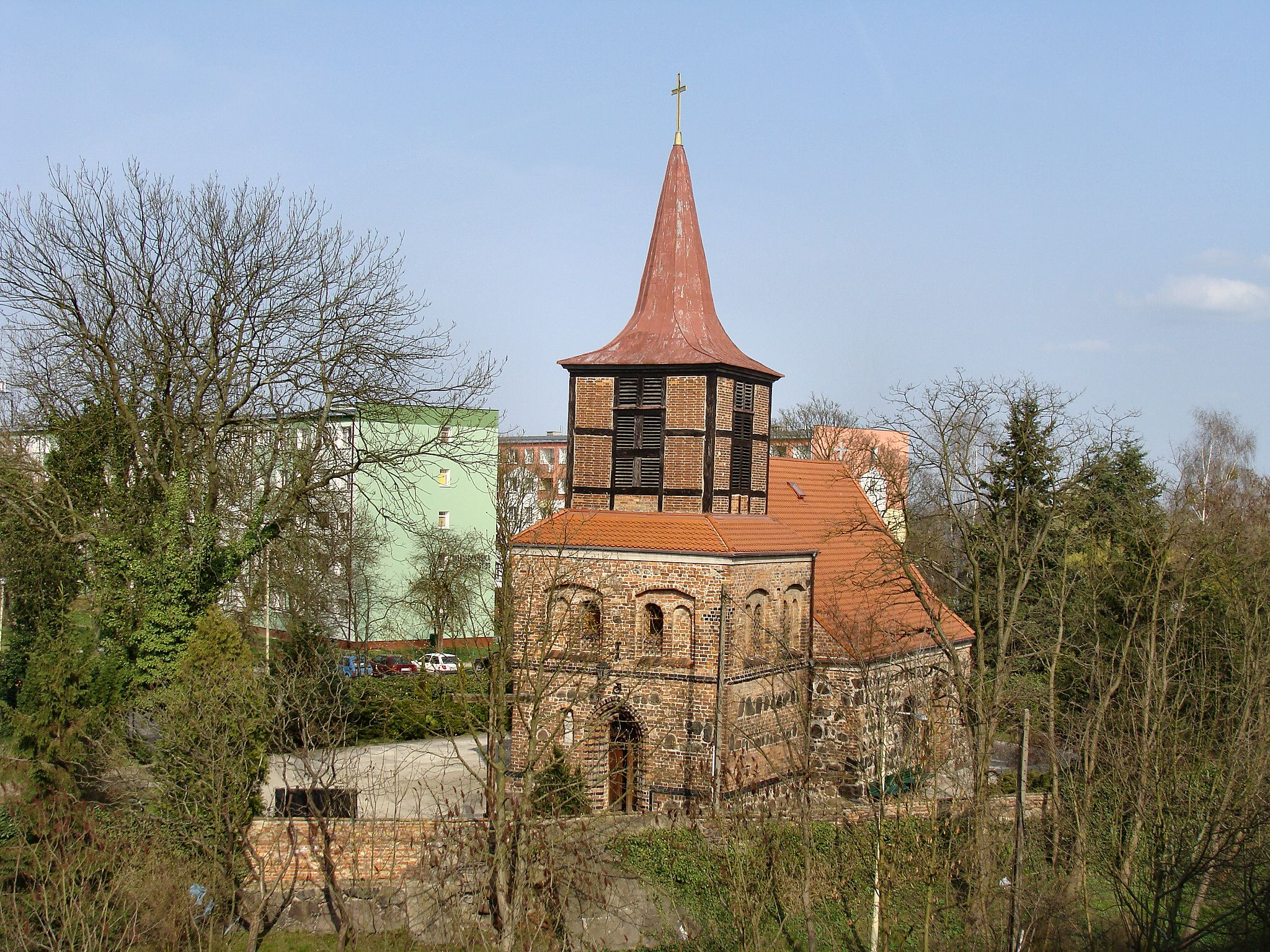
Kościół św. M.M. Kolbego

### Pomorzany
Zabytki znajdujące się w granicach osiedla Pomorzany:
- budynek dawnej restauracji „Tiergarten” przy ul. Chmielewskiego 18,
- wieża ciśnień - obecnie kościół MB Jasnogórskiej /otoczenie/ przy ul. Orawskiej 3,
- kościół św. Józefa wraz z otoczeniem przy ul. Połabskiej 1,
- kościół Maksymiliana Marii Kolbego wraz z cmentarzem przykościelnym i murem cmentarnym przy ul. Włościańskiej,

### Świerczewo
Zabytki znajdujące się w granicach osiedla Świerczewo:
- nieużytkowany kościół św. Katarzyny przy ul. Świerczewskiej 5,

### Zawadzkiego-Klonowica
- cmentarz jeńców francuskich przy ul. Litewskiej,
- kopiec, tzw. Wzgórze Napoleona, stanowiący otoczenie dla kolumny-pomnika poległych żołnierzy przy pl. PCK,

## Północ

### Bukowo

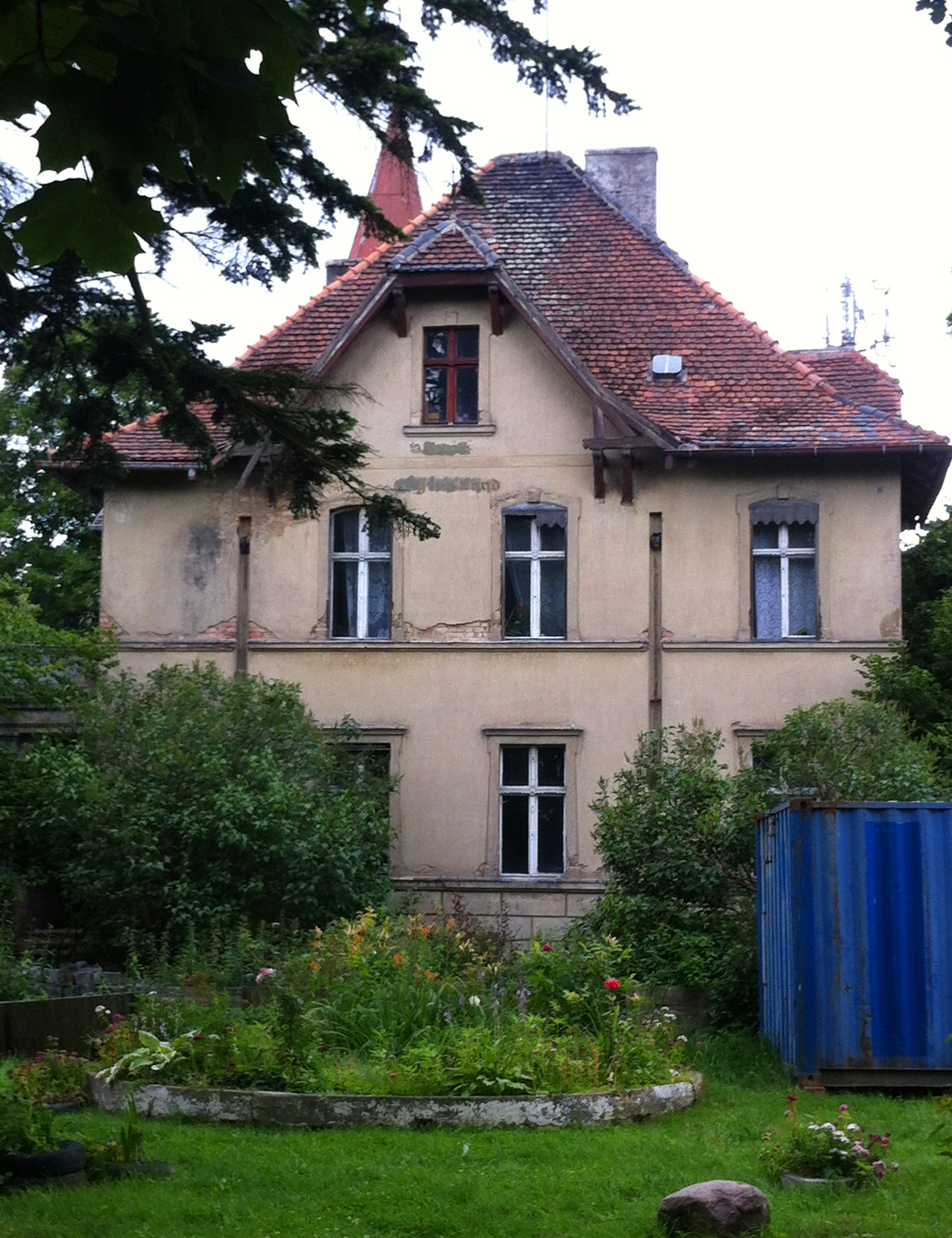
Willa przy ul. Górnej 7

Zabytki znajdujące się w granicach osiedla Bukowo:
- willa przy ul. Górnej 7,

### Golęcino - Gocław

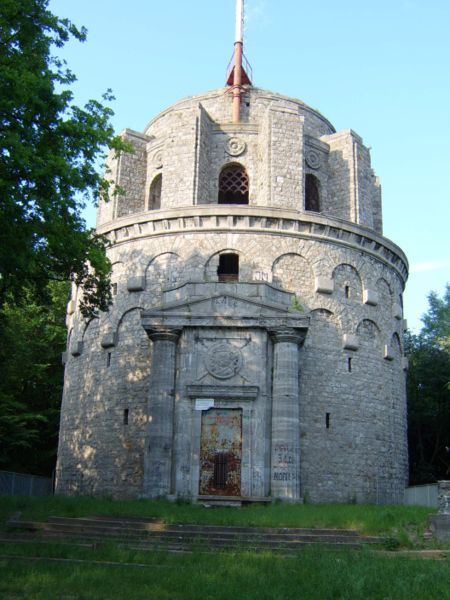
Wieża Gocławska (Bismarcka)

Zabytki znajdujące się w granicach osiedla Golęcino - Gocław:
- zespół dawnego młyna parowego, a później olejarni przy ul. Dębogórskiej 31, 32, 33,
- dom przy ul. Kolskiej 3,
- budynek dawnego Szczecińskiego Klubu Jachtowego przy ul. Lipowej 5,
- wieża widokowa przy ul. Narciarskiej 5a, dawniej wieża Bismarcka[2],
- kościół MB Nieustającej Pomocy wraz z cmentarzem przykościelnym przy ul. Strzałowskiej 23,
- zespół fabryczny przy ul. Światowida 75-76,

### Skolwin
Zabytki znajdujące się w granicach osiedla Skolwin:
- kościół Chrystusa Króla (z otoczeniem) przy ul. Inwalidzkiej 15,
- dawny budynek fabryczny, tzw. blok „C” wraz z działką przy ul. Stołczyńskiej 90,
- budynek blok „A”, budynek straży pożarnej dawnej fabryki papieru Szczecin-Skolwin,

### Stołczyn
Zabytki znajdujące się w granicach osiedla Stołczyn:
- kościół Niepokalanego Serca NMP wraz z cmentarzem przykościelnym przy ul. Kościelnej róg Nehringa,
- zagroda pastora obecnie dom parafialny z budynkiem gospodarczym (otoczenie) przy ul Kościelnej 4, 6,
- cegielnia (zespół) przy ul. Nad Odrą 9,

### Warszewo
Zabytki znajdujące się w granicach osiedla Warszewo:
- kościół św. Antoniego z Padwy przy ul. Szczecińskiej 1,

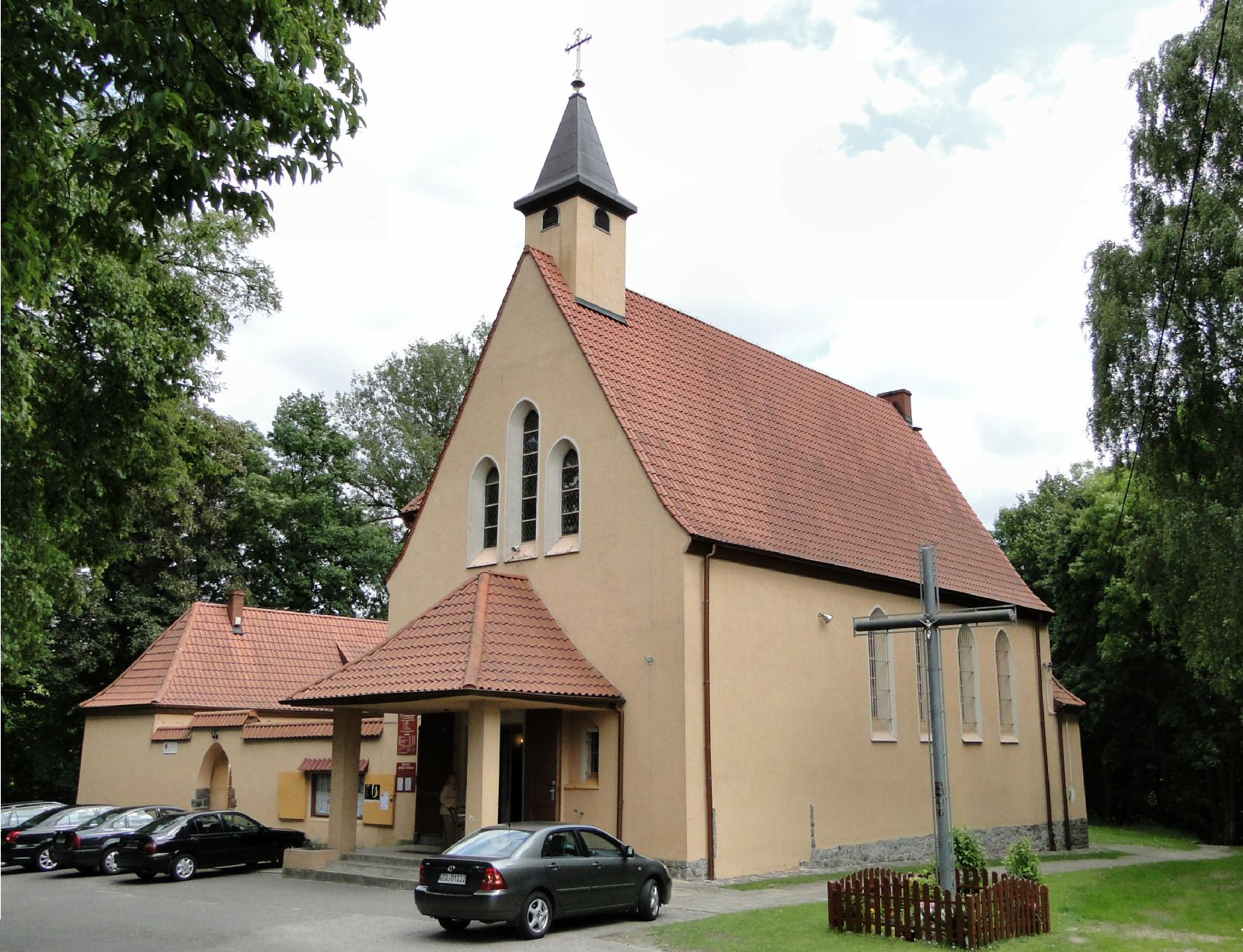
Kościół M.B. Ostrobramskiej

### Żelechowa
Zabytki znajdujące się w granicach osiedla Żelechowa:
- cmentarz przy ul. Ostrowskiej,
- dawny ratusz przy ul. Robotniczej 26,
- kościół MB Ostrobramskiej (zespół) ul. Słowicza, dawniej kaplica przycmentarna,
- dwór wraz z dziedzińcem folwarcznym i parkiem dworskim przy ul. Łącznej 4,
- dawny park pałacowy rodziny Tilebeinów

## Prawobrzeże

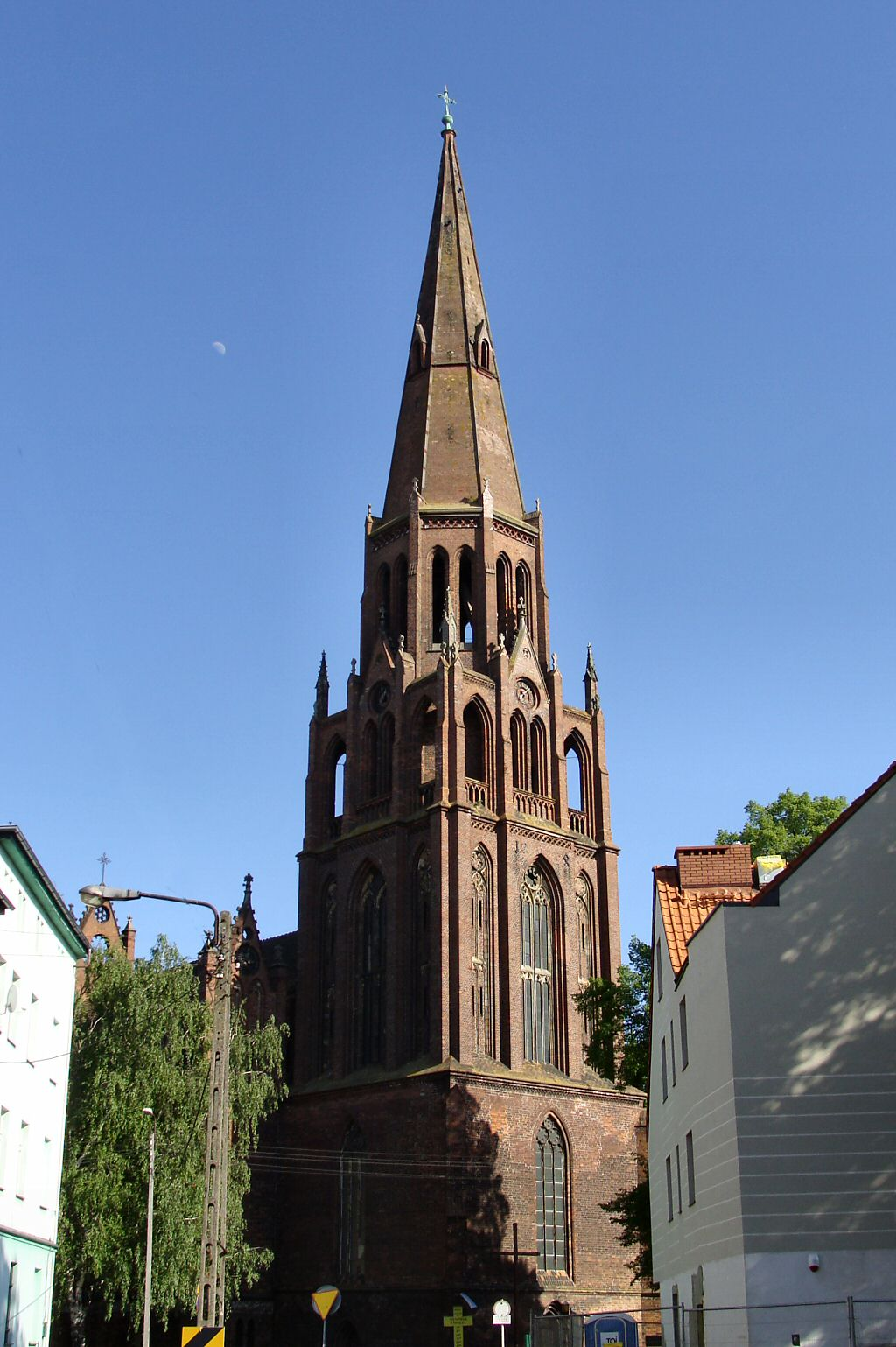
Kościół Niepokalanego Poczęcia NMP w Dąbiu

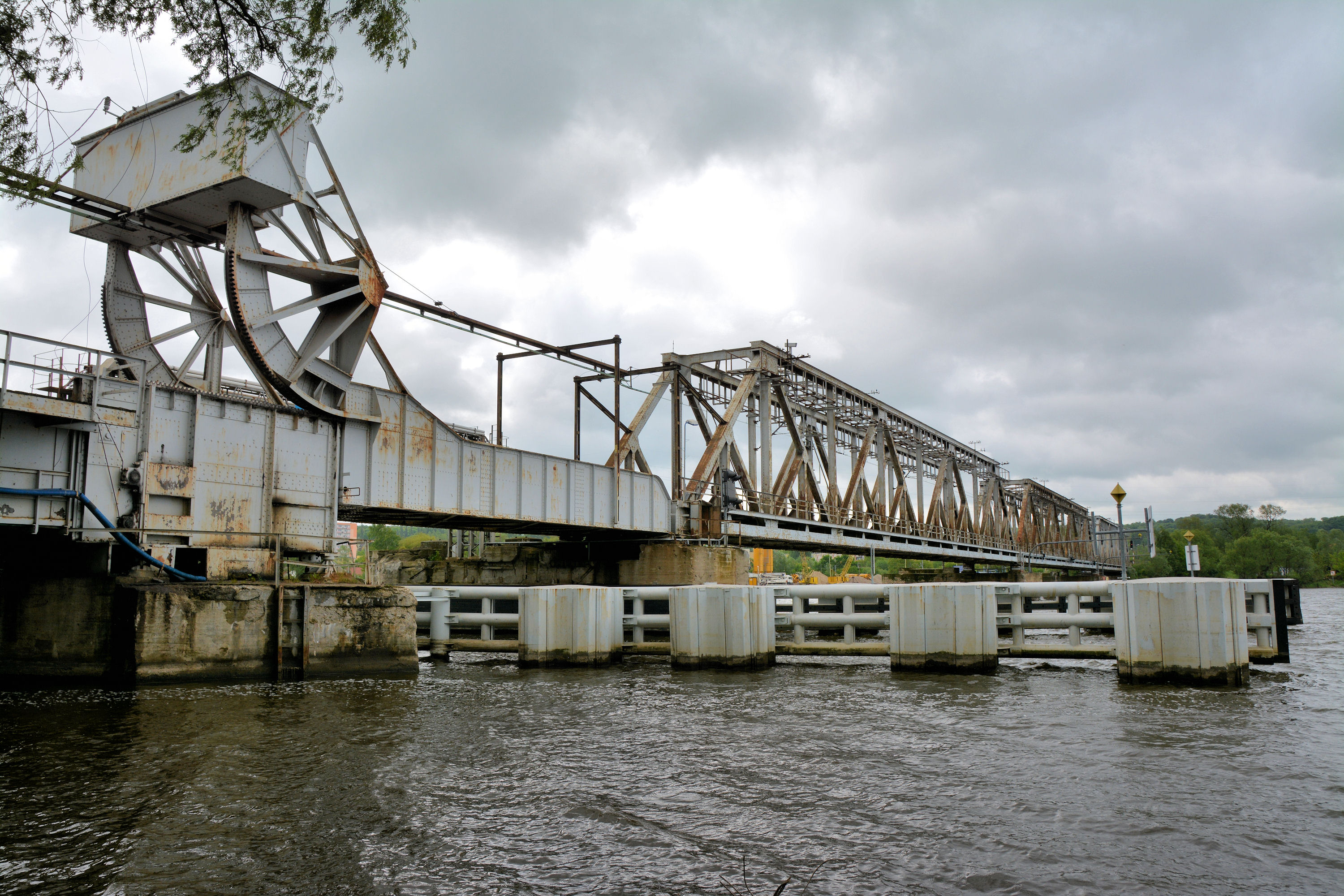
Kolejowy most zwodzony nad Regalicą

### Dąbie
Zabytki znajdujące się w granicach osiedla Dąbie:
- relikt średniowiecznych murów obronnych przy ul. Cichej,
- pałacyk myśliwski obecnie biblioteka przy ul. Dziennikarskiej 39 ,
- kościół Niepokalanego Poczęcia NMP wraz z cmentarzem przykościelnym przy Placu Kościelnym,
- willa, obecnie Harcerski Ośrodek Morski przy ul. Żaglowej 2,

### Płonia - Śmierdnica - Jezierzyce
Zabytki znajdujące się w granicach osiedla Płonia - Śmierdnica -
Jezierzyce:
- kościół Najświętszej Rodziny wraz z cmentarzem przykościelnym przy ul. Klonowej 14 (Płonia),
- kościół (ruina) wraz z cmentarzem przykościelnym przy ul. Nauczycielskiej,

### Podjuchy
Zabytki znajdujące się w granicach osiedla Podjuchy:
- willa z otoczeniem przy ul. Metalowej 42,
- kościół Świętych Apostołów Piotra i Pawła wraz z cmentarzem przykościelnym przy ul. Niklowej 1
- budynek mieszkalny przy ul. Niklowej 11,
- podnoszone przęsło mostu kolejowego na rzece Regalicy,

### Zdroje
Zabytki znajdujące się w granicach osiedla Zdroje:
- kościół św. Ducha przy ul. Młodzieży Polskiej,
- dom sierot (zespół), obecnie dom dziecka przy ul. Walecznych 23,
- willa przy ul. Batalionów Chłopskich 61